# 朱家甄
朱家甄（1939年—），男，北京人，中华人民共和国政治人物，曾任中共辽宁省委常委，辽宁省人民政府副省长，中华人民共和国劳动部副部长。